# Скотланд Лидделл, Роберт
Роберт Скотланд Лидделл (англ. Robert Scotland Lidell; 1885, Lauder, Лаудер — 1972, Великобритания) — британский военный корреспондент газеты «The Sphere», освещавший участие России в Первой мировой войне.

## Биография
Из Шотландии Лидделл прибыл в Петроград весной 1915 года и вскоре переехал в Варшаву, где он находился в группе польских добровольцев Красного Креста при русской армии. К концу Первой мировой войны Линдел являлся представителем британских СМИ в Месопотамии и Баку. Им было написано много статей о политической ситуации в регионе. Кроме этого он брал интервью у нескольких членов Азербайджанской Демократической Республики (1918/20). Одним из его интервью являлась его беседа с министром иностранных дел Азербайджанской Демократической Республики М. Я. Джафаровым в 1919 году. Интервью было опубликовано в его статье «Первая мусульманская республика: британские интересы».

## Книги
- The Track of the War: With Special Notes by Albert De Keersmaecker. Simpkin, Marshall, Hamilton, Kent & Co., 1915
- On the Russian front. Simpkin, Marshall, Hamilton, Kent & co., limited, 1916
- «Sestra»: Sketches from the Russian Front. Hodder and Stoughton, 1917
- Actions and Reactions in Russia. Chapman & Hall, 1917, BiblioBazaar, LLC, 2008, ISBN 0-559-27132-8, ISBN 978-0-559-27132-8
- Big brother Bob. Simpkin, Marshall, 1923
- Fifty Thousand Miles of Sun. Cassell and co., ltd., 1925
- The gilded sign. 1927
- The key of content. Cassell, 1928
- Moulded in sand. McCutchan, 1930